# 양벽정
양벽정(漾碧亭)은 전라남도 나주시 다도면 풍산리 142번지에 있는 양벽정이다. 2013년 11월 11일 나주시의 향토문화유산 제35호로 지정되었다.

## 지정 사유
漾碧亭은 洪澄(1515~1593)이 화포(화순군 도암면 운얼리 2구 복구마을  앞)에 창건한 정자이다, 홍징은 선공감역과 성균사복을 지냈으며 이곳에서 양산보, 정철, 최시망 등과 교류하였다. 퇴락한 후 후손 홍계희 등에 의해 1946년 중건공사를 시작하여 1948년 완공하였다. 1949년부터 마을 합동세배, 1974년부터 도래의 날 행사장소로 활용되고 있다. 양벽정은 역사적 기록보다는 근대건축의 단면을 충실히 보여주는 중요한 사례이다. 근대시기에 이룩해 놓은 전통 건축의 많은 기법을 응용하여 건축물로 가치가 크다.